# Ford Mustang Mach 1
Pour les articles homonymes, voir Ford Mustang (homonymie) et Mustang.
La Ford Mustang Mach 1 est une version sportive de la Ford Mustang. Présentée par Ford en 1968, elle est vendue aux États-Unis dès l'automne de cette même année ce qui correspond au modèle 1969.